# David Holmgren
David Holmgren (* 1955 in Australien) ist neben Bill Mollison der Mitbegründer des 1978 erstmals veröffentlichten Permakulturkonzepts (Permaculture One, zusammengesetzt aus permanent und agriculture = permanente und nachhaltige Landwirtschaft). 

## Leben
Während Mollison durch seine zahlreichen Auftritte und seinem Schwerpunkt in Lehre und Verbreitung der Permakultur öffentlich bisher stärker hervorgetreten ist und für seine Bemühungen 1981 den Right Livelihood Award („Alternativer Nobelpreis“) erhielt, gilt David Holmgren sowohl theoretisch als auch in der praktischen Umsetzung als gewissenhafter und detailgenauer Forscher und Anwender permakultureller Prinzipien. Mit seinem neuen Buch Permaculture. Principles and Pathways Beyond Sustainability ist er aktuell der avancierteste Denker der globalen Permakulturbewegung. Sein eigenes seit 17 Jahren bestehendes Projekt Melliodora ist nicht nur eines der bekanntesten Demonstrationsprojekte in Australien, es weist ihn zudem als hervorragenden Permakulturpraktiker und -designer aus, dessen Anwendungswissen ebenso breit wie fundiert ist.
David Holmgren wurde 1955 in Westaustralien geboren. Als Kind politisch engagierter Eltern wurde er besonders durch die sozialen Bewegungen der 1960er und 70er Jahre beeinflusst. Während einer Reise durch Australien 1973 verliebte er sich in die Landschaft Tasmaniens und trat in die innovative Environmental Design School in Hobart ein. Die intensive Arbeitsbeziehung zu seinem Mentor Bill Mollison führte drei Jahre später zur Veröffentlichung des Permakulturkonzepts und stellte damit die Weichen für sein weiteres Leben. Sein Hauptfokus gilt seitdem der Umsetzung und experimentellen Bestätigung des Permakulturkonzepts.
Holmgren hat mehrere Bücher geschrieben, drei Projekte nach Permakulturprinzipien entwickelt und umgesetzt, sowie Kurse und Workshops in Australien geleitet. Seit 17 Jahren lebt er mit seiner Frau Su Dennet und seinem Sohn Oliver auf seiner Projekt-Farm Melliodora und hat als Designer und Planer einen großen Erfahrungsschatz in seiner Bioregion im Südosten Australiens gesammelt. In der internationalen Permakulturbewegung wird Holmgren vor allem für sein Engagement geschätzt, mit dem er immer wieder durch praktische Projekte die Möglichkeiten der Permakultur demonstriert. Er unterrichtet durch persönliche Beispiele und zeigt, dass ein nachhaltiger Lebensstil eine realistische, attraktive und wirksame Alternative zu Konsum in Abhängigkeit sein kann.

## Werke
- Bill Mollison, David Holmgren: Permakultur. Landwirtschaft und Siedlungen in Harmonie mit der Natur, pala-verlag, 1984, ISBN 3-923176-04-X.
- Bill Mollison, David Holmgren: Permaculture One: A Perennial Agricultural System for Human Settlements, Eco-Logic Books / Worldly Goods, 1990, ISBN 0-908228-03-1 (engl.).
- David Holmgren: Das Wesen der Permakultur(Übersetzung aus dem Englischen von Hermann Paulenz) Holmgren Design.
- David Holmgren: Melliodora:A case study in cool climate permaculture, Holmgren Design, 2002, ISBN 0-646269-90-9 (engl.).
- David Holmgren: Collected Writings 1978-2000. Holmgren Design, 2002(engl.).
- David Holmgren: Permaculture: Principles & Pathways Beyond Sustainability, Holmgren Design, 2003, ISBN 0-646418-44-0 (engl.).
- David Holmgren: Permakultur: Gestaltungsprinzipien für zukunftsfähige Lebensweisen Drachen Verlag, 2013, ISBN 978-3-927369-76-4